# Comă alcoolică
Atunci când bei prea mult sau prea repede, respirația voastră ar putea fi afectată. Intoxicația cu alcool este o consecință gravă și uneori mortală a consumului de cantități mari de alcool într-o perioadă scurtă de timp.
De asemenea, trebuie să  știți că, în cazul în care exagerați cu alcoolul, respirația ar putea fi afectată, ca și ritmul cardiac, temperatura corpului și reflexul gag. Acest lucru poate duce la comă și la moarte.

## Când intri în comă alcoolică?
Intoxicația cu alcool poate apărea și atunci când adulții sau copiii consumă accidental sau intenționat în cantități mari produse de uz casnic care conțin alcool.

## Semnele și simptomele otrăvirii cu alcool presupun:
-confuzie
-vărsături
-convulsii
-respirație lentă
-respirație neregulată. Asta înseamnă un decalaj de peste 10 secunde între respirații
-piele vânătă sau palidă
-temperatură corporală scăzută
-inconștienț
Chiar dacă nu întotdeauna apar simptomele menționate mai sus, o persoană care este intoxicată cu alcool și este conștientă, trebuie să ceară ajutor medical. În caz contrar, persoana în cauză poate ajunge la deces.
Se spune că alcoolul consumat cu moderație nu afectează starea de sănătate și nu vă pune viața în pericol, dacă nu exagerați.